# NGC 2854
NGC 2854 هو اصطدام مجري، يقع في كوكبة الدب الأكبر. اكتشف في 9 مارس 1788 . وقد اكتشفه ويليام هيرشل .

## روابط خارجية
- NGC 2854 على موقع ويكي سكاي: DSS2, SDSS, GALEX, IRAS, Hydrogen α, X-Ray, Astrophoto, Sky Map, Articles and images